# DJ Aligator
Ali Asghar Movasat (* 10. März 1975 in Teheran), bekannt als DJ Aligator, ist ein iranisch-dänischer DJ und Musikproduzent.

## Leben
Movasats musikalische Begabung wurde bereits in seiner Kindheit in Teheran gefördert. Im Alter von dreizehn Jahren zog er nach Kopenhagen zu seiner älteren Schwester. Dort besuchte er Einführungskurse in klassische Musik und Jazz und nahm nach dem Highschoolabschluss am Rhythmus-Programm des Königlich Dänischen Konservatoriums teil. Er kaufte dann ein Mischpult und weitere Ausrüstung und begann zu dessen Finanzierung als DJ in einem Nachtclub zu arbeiten.
Dort traf er den Musiker René Dif, mit dem er die Eurodancegruppe Factual Beat gründete. Nachdem beide 1995 ein wenig erfolgreiches Album produziert hatten, trennten sie sich, und Movasat begann, als Produzent zu arbeiten, u. a. für die Eurodancegruppe Zoom. 1999 entstand sein The Whistle Song, den er unter dem Namen DJ Aligator Project bei Kenneth Bagers Flex Records veröffentlichte. Er wurde in Dänemark zweihunderttausendmal verkauft und gewann damit viermal Platin. Der Song erschien auch auf seinem ersten Album Payback Time (2002) und wurde international erfolgreich; u. a. belegte er den fünften Platz bei der UK Single Chart. 2022 übernahm Steve Aoki den Song mit Timmy Trumpet auf seinem Album HiROQUEST: Genesis.
Von Movasats zweitem Album The Sound of Scandinavia, das 2002 auf Platz 3 der dänischen Albumcharts startete, wurden weltweit 2.000.000 Kopien verkauft. Mit ihm gewann er Preise bei den dänischen Musik- und Dance-Awards und den russischen Musikawards und wurde für die MTV Europe Music Awards nominiert.

## Diskografie

### Alben
| Jahr | Titel                    | Höchstplatzierung, Gesamtwochen, AuszeichnungChartsChartplatzierungen (Jahr, Titel, Platzierungen, Wochen, Auszeichnungen, Anmerkungen) | Anmerkungen                             |
| Jahr | Titel                    | DK | Anmerkungen                             |
| ---- | ------------------------ | --- | --------------------------------------- |
| 2000 | Payback Time             | DK17 Gold · (13 Wo.)DK |                                         |
| 2002 | The Sound of Scandinavia | DK3 Gold · (15 Wo.)DK |                                         |
| 2005 | Music Is My Language     | DK39 (1 Wo.)DK | Erstveröffentlichung: 15. April 2005    |
| 2009 | Kiss my B-Ass            | DK33 (2 Wo.)DK | Erstveröffentlichung: 22. November 2009 |

Weitere Alben
- 2012: Next Level

### Singles
| Jahr | Titel Album                                | Höchstplatzierung, Gesamtwochen, AuszeichnungChartsChartplatzierungen (Jahr, Titel, Album, Platzierungen, Wochen, Auszeichnungen, Anmerkungen) | Anmerkungen                    |
| Jahr | Titel Album                                | DK | Anmerkungen                    |
| ---- | ------------------------------------------ | --- | ------------------------------ |
| 2001 | Doggy Style –                              | DK10 (5 Wo.)DK |                                |
| 2002 | Stomp! The Sound of Scandinavia            | DK1 (15 Wo.)DK |                                |
| 2002 | I Like To Move It The Sound of Scandinavia | DK2 (9 Wo.)DK |                                |
| 2002 | Dreams The Sound of Scandinavia            | DK15 (3 Wo.)DK |                                |
| 2004 | Davaj davaj Music Is My Language           | DK7 (11 Wo.)DK |                                |
| 2005 | Protect Your Ears Music Is My Language     | DK4 (6 Wo.)DK |                                |
| 2005 | Music Is My Language                       | DK11 (3 Wo.)DK | mit Arash                      |
| 2010 | Gi’ det til dig –                          | DK33 (1 Wo.)DK | feat. Jinks                    |
| 2023 | Fløjt’ne –                                 | DK9 Gold · (3 Wo.)DK | Tessa feat. KIDD & DJ Aligator |

Weitere Singles
- 2000: The Whistle Song (DK: Platin (2001) [6] + DK: Gold (2023) )